# Kåppajaure
Kåppajaure är en sjö i Kiruna kommun i Lappland och ingår i Torneälvens huvudavrinningsområde. Sjön har en area på 0,836 kvadratkilometer och ligger 553 meter över havet. Kåppajaure ligger i Torneträsk-Soppero fjällurskog Natura 2000-område. Sjön avvattnas av vattendraget Stalojåkka.

## Delavrinningsområde
Kåppajaure ingår i det delavrinningsområde (758093-169034) som SMHI kallar för Utloppet av Kåppajaure. Medelhöjden är 563 meter över havet och ytan är 3,33 kvadratkilometer. Det finns inga avrinningsområden uppströms utan avrinningsområdet är högsta punkten. Stalojåkka som avvattnar avrinningsområdet har biflödesordning 2, vilket innebär att vattnet flödar genom totalt 2 vattendrag innan det når havet efter 461 kilometer. Avrinningsområdet består mestadels av skog (54 procent) och sankmarker (12 procent). Avrinningsområdet har 0,83 kvadratkilometer vattenytor vilket ger det en sjöprocent på 25 procent.